# Fidessa
Die Fidessa group plc ist ein britisches Unternehmen mit Sitz in London, das Handelssysteme betreibt und Finanzinformationen anbietet.

## Hintergründe
Seit 1997 ist Fidessa an der London Stock Exchange gelistet und war im FTSE 250 Index notiert.
Die London Stock Exchange selbst ist dabei (April 2009) gerade im Aufbau eines Dark Pools namens Baikal begriffen, der aller Voraussicht nach von Fidessa aufgebaut wird.

## Ähnliche Dienste
Marktführer für internationale Finanzinformationen sind die New Yorker Unternehmen Bloomberg L.P. und Thomson Reuters.